# سيفيرينو غونزاليس
سيفيرينو غونزاليس (بالإسبانية: Severino González)‏ هو لاعب كرة قاعدة بنمي، ولد في 28 سبتمبر 1992 في سانتياغو دي فيراغواس في بنما.

## وصلات خارجية
- سيفيرينو غونزاليس على موقع دوري كرة القاعدة الرئيسي (الإنجليزية)
- سيفيرينو غونزاليس على موقعبيزبول رفرنس.كوم (الدوري الرئيسي) (الإنجليزية)
- سيفيرينو غونزاليس على موقعبيزبول رفرنس.كوم (الدوري الثانوي) (الإنجليزية)
- سيفيرينو غونزاليس على موقع إي إس بي إن.كوم (أم.أل.بي) (الإنجليزية)
- سيفيرينو غونزاليس على موقع مشجعي الرسوم البيانية (الإنجليزية)